# Sollienabben
Der Sollienabben (norwegisch) ist ein kleiner Nunatak in der Heimefrontfjella des ostantarktischen Königin-Maud-Lands. Am nordwestlichen Ende der Sivorgfjella ragt er zwischen dem Ustvedthorten und dem Furubotnnabben auf.
Wissenschaftler des Norwegischen Polarinstituts benannten ihn 1987. Namensgeber ist der Stahlarbeiter Ragnar Armand Sollie (1912–1987), ein Kommunist und ein Anführer der Widerstandsbewegung gegen die deutsche Besatzung Norwegens im Zweiten Weltkrieg.